# کیهان‌شناسی دینی مورمون

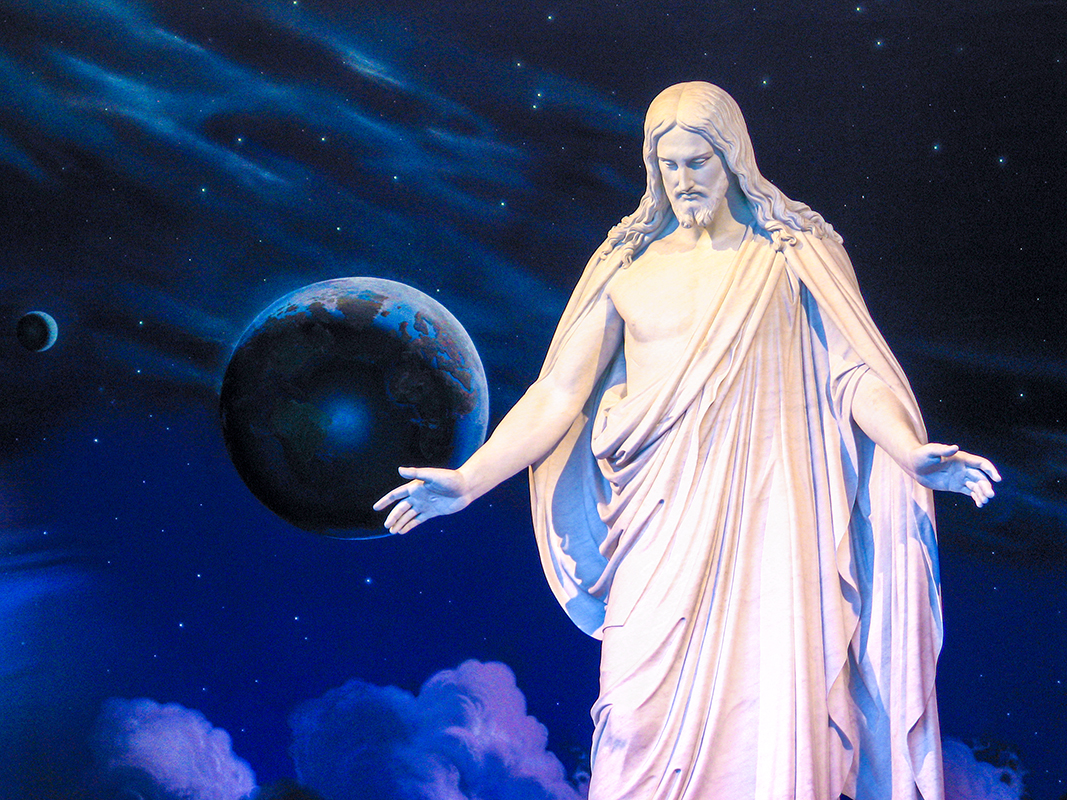
مجسمه عیسی در میان اثر هنری به تصویر کشندهٔ ستاره‌های کیهان، که مورمون‌ها معتقدند عیسی با هدایت خدای پدر خلق کرده است.

کیهان‌شناسی دینی مورمون (انگلیسی: Mormon cosmology) وصف تاریخ، تکامل و سرنوشت کیهان‌شناسی دینی گیتی فیزیکی و متافیزیکی در ارتباط با مورمونیسم است، که در برگیرندهٔ آموزه‌هایی است که رهبران و متألهان کلیسای عیسی مسیح قدیسان آخرالزمان،  بنیادگرایی مورمون،  کلیسای نوزایی عیسی مسیح، و دیگر مذاهب بریگمی درون جنبش قدیس آخرالزمان تعلیم داده می‌شود. کیهان‌شناسی مورمون از کیهان‌شناسی انجیلی نشأت می‌گیرد، ولی عناصر منحصر به فرد بسیاری را از جوزف اسمیت مؤسس جنبش می‌گیرد. پیروان دیگر مذاهب جنبش قدیس آخرالزمان که خود را «مورمون» نمی‌دانند مثل اجتماع مسیح لزوماً به این دیدگاه‌ها باور ندارند.